# Lubstowo
Lubstowo [lupsˈtɔvɔ] (tiếng Đức: Lupushorst) là một ngôi làng bình thườngthuộc khu hành chính của Gmina Nowy Staw, thuộc quận Malbork, Pomeranian Voivodeship, ở miền bắc Ba Lan. Nó nằm khoảng 13 kilômét (8 mi)   phía đông Nowy Staw, 16 km (10 mi)     phía đông bắc Malbork và 45 km (28 mi)     về phía đông nam của thủ đô khu vực Gdańsk.
Trước năm 1772, khu vực này là một phần của Vương quốc Ba Lan, 1772-1919 Phổ và Đức, 1920-1939 Thành phố tự do Danzig, tháng 9 năm 1939 - Tháng 2 năm 1945 Đức Quốc xã. Năm 1945 trở về Ba Lan. Đối với lịch sử của khu vực, xem Lịch sử của Pomerania.
Ngôi làng có dân số 180 người.